# Diocesi di Ambia
La diocesi di Ambia (in latino: Dioecesis Ambiensis) è una sede soppressa e sede titolare della Chiesa cattolica.

## Storia
Ambia, nei pressi di Hamman-Bou-Hanifia nell'odierna Algeria, è un'antica sede episcopale della provincia romana della Mauritania Cesariense.
Un solo vescovo è attribuibile a questa sede, Felice, che fu tra i prelati cattolici convocati a Cartagine dal re vandalo Unerico nel 484.
Dal 1933 Ambia è annoverata tra le sedi vescovili titolari della Chiesa cattolica; dal 29 giugno 2016 il vescovo titolare è Roberto Bergamaschi, S.D.B., vicario apostolico di Gambella.

## Cronotassi

### Vescovi
- Felice † (menzionato nel 484)

### Vescovi titolari
- Alexandre-Auguste-Laurent-Marie Roy, M.Afr. † (28 maggio 1934 - 10 febbraio 1984 deceduto)
- Eduardo Vicente Mirás † (1º marzo 1984 - 20 novembre 1993 nominato arcivescovo di Rosario)
- Carlos Anibal Altamirano Argüello † (3 gennaio 1994 - 14 febbraio 2004 nominato vescovo di Azogues)
- Victor Sánchez Espinosa (2 marzo 2004 - 5 febbraio 2009 nominato arcivescovo di Puebla de los Ángeles)
- Giovanni Migliorati, M.C.C.I. † (21 marzo 2009 - 12 maggio 2016 deceduto)
- Roberto Bergamaschi, S.D.B., dal 29 giugno 2016